# 도다코엔역
도다코엔역(일본어: 戸田公園駅, とだこうえんえき)은 일본 사이타마현 도다시에 있는 철도역이다.

## 타는 곳
| 1 | ■ 사이쿄 선 | 아카바네·이케부쿠로·신주쿠·시부야·오사키·(린카이 선으로 직결 운행) 신키바 방면 |
| 2 | ■ 사이쿄 선 | 무사시우라와·오미야·가와고에 방면                                              |

- 승강장 선로의 바깥쪽에 무정차 통과하는 열차를 위한 통과선이 있다.
- 역 곁을 도호쿠 신칸센이 지나간다.

## 역세권 정보
- 국도 17호선(나카센도)

## 역사
- 1985년 9월 30일: 영업 개시.

## 인접역
| 동일본 여객철도 도호쿠 본선 별선 | 동일본 여객철도 도호쿠 본선 별선 | 동일본 여객철도 도호쿠 본선 별선 |
| -------------------------------- | -------------------------------- | -------------------------------- |
| 아카바네 오사키 방면             | ■ 사이쿄 선 쾌속                 | 무사시우라와 오미야 방면         |
| 우키마후나도 오사키 방면         | ■ 사이쿄 선 각역정차             | 도다 오미야 방면                 |